# Ecce-Homokapel

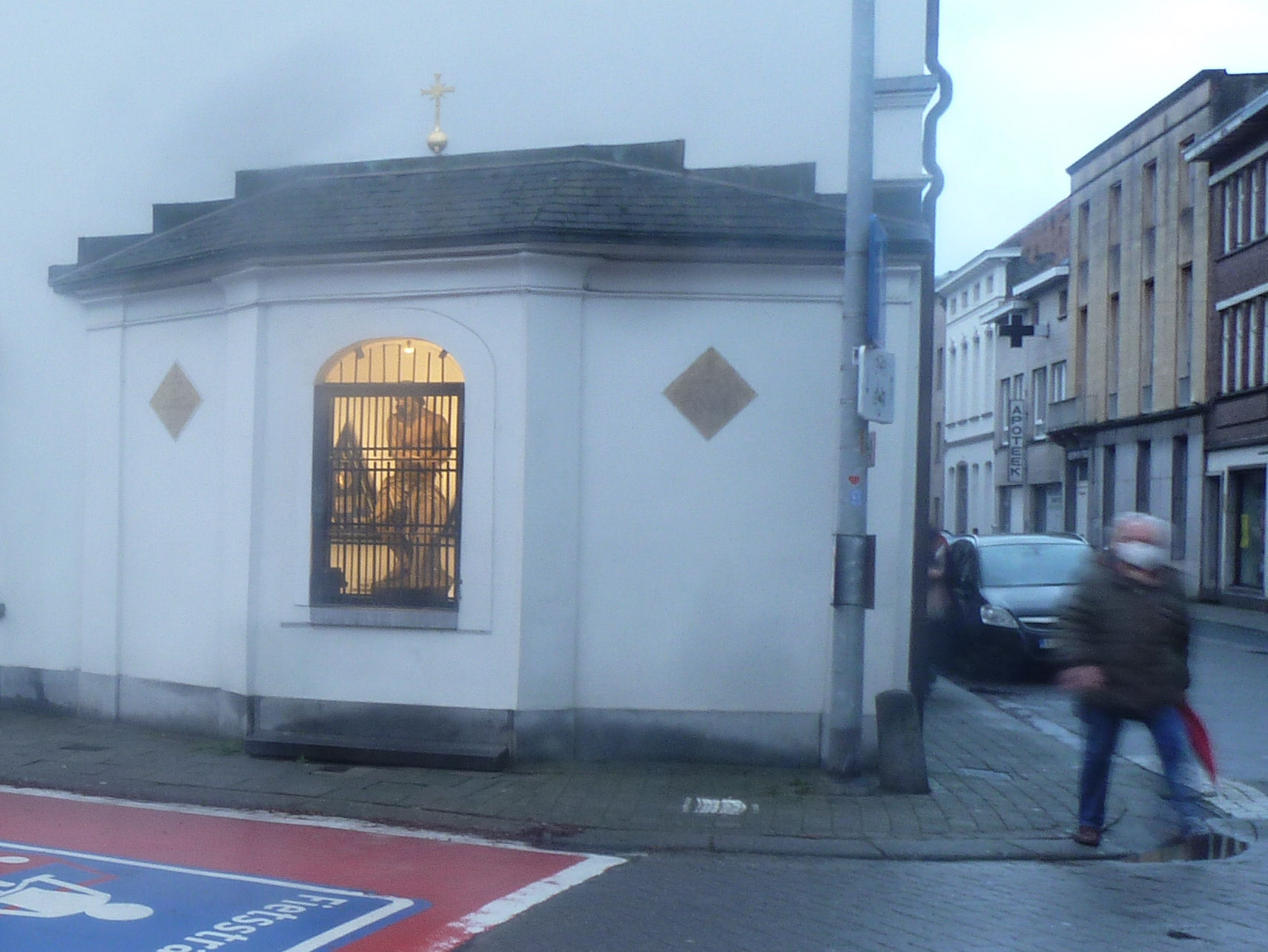
Ecce-Homokapel

De Ecce-Homokapel is een kapel in de Oost-Vlaamse stad Sint-Niklaas, gelegen aan de de Castrodreef, aangebouwd aan de woning Nieuwstraat 26.
De kapel werd opgericht in 1757 in opdracht van François-Joseph Sanchez de Castro en zijn vrouw Philippine-Antoinette de Neve, vermoedelijk als zoenoffer voor het slechte gedrag van hun zoon, François-Antoine-Joseph-Sanchez de Castro y Toledo.
De kapel heeft een merkwaardige, trapeziumvormige plattegrond. De hoeken zijn geaccentueerd door pilasters. In de kapel bevindt zich een gepolychromeerd Ecce Homobeeld dat vermoedelijk 18e-eeuws is.